# Nivel de dominio de las proteínas
En Biología se define el nivel de dominio de las proteínas como la ordenación en la estructura terciaria de la molécula en «dominios» o subunidades compactas que suelen comprender entre 30-150 aminoácidos.
La conformación de la proteína al nivel de dominio está determinada por una secuencia conservada de aminoácidos, que puede evolucionar, funcionar y existir de forma independiente al resto de la cadena proteica. Durante la evolución molecular los dominios pueden funcionar como bloques de construcción cuya combinación crea proteínas con funciones diferentes.
Debe diferenciarse de la estructura supersecundaria o «motivo estructural», que es un patrón de plegamiento característico que aparece en varias proteínas, los motivos pueden combinarse para formar los dominios.

## Estructura
Los fragmentos de estructura secundaria (hélices alfa y cadenas beta) se pliegan en una estructura terciaria estabilizada normalmente por enlaces de hidrógeno entre cadenas, formando zonas compactas con cierta independencia del resto de la estructura.
Se puede generalizar y decir que a cada dominio le corresponde una función molecular.
Las referencias para la definición de dominios de proteínas han sido tradicionalmente  las bases de datos como SCOP, CATH, PDB y Pfam.